# Ренато Барбієрі
Ренато Барбієрі (італ. Renato Barbieri, 15 січня 1903 — 11 листопада 1980) — італійський академічний веслувальник.
Срібний призер Олімпійських Ігор 1932 року в складі вісімки.
Чемпіон Європи 1929 року в складі вісімки, срібний призер 1930, 1931, 1933 років у складі вісімки.